# Anatol Rapoport
Anatol Rapoport (22. května 1911 Losovaja, Ruské impérium – 20. ledna 2007 Toronto, Kanada) byl americký matematik, psycholog, sociolog a filozof, původem z Ruska, který se snažil integrovat vedení (myšlení) a řízení na základě jeho operacionální koncepce.
Rapoportovi šlo především o spojení filozofie přírodních věd a pragmatismu a to jak ve smyslu Deweyho tak i Marxe, protože oba posledně jmenovaní filozofové zastávali názor, že vědomí, a tím i vedení, vyrůstá z řízení. Rapoport aplikoval při jednání o společenských otázkách metodu analytické filozofie, od čehož si sliboval vytvoření mocné zbraně v boji proti ideologickému fanatismu a mysticismu.